# Gatlopp

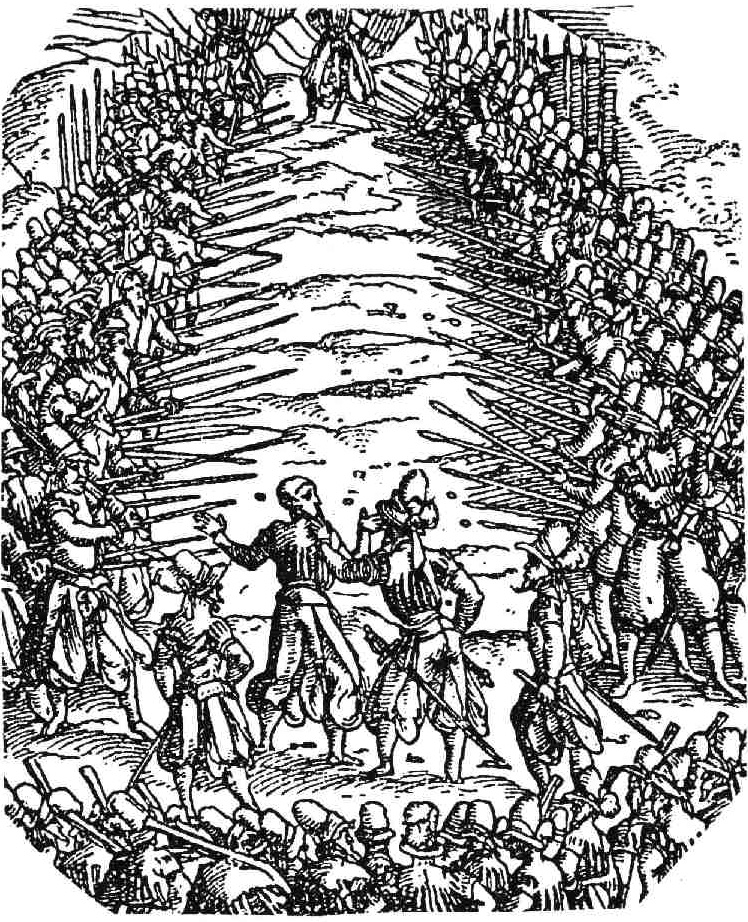
Gatlopp år 1525

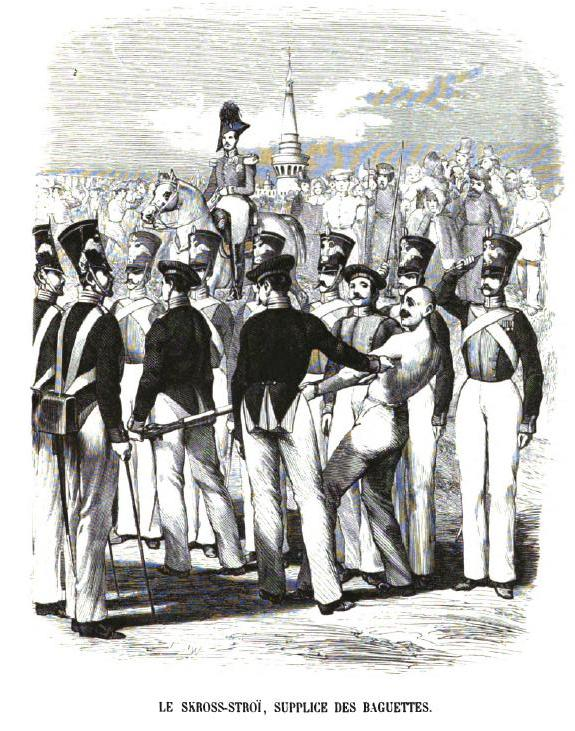
Gatlopp i Ryssland 1845.

Gatlopp är ett straff där den dömde får springa, med bar överkropp, mellan två rader av män försedda med spön eller käppar och ta emot ett slag av varje person. Gatlopp har huvudsakligen använts som en militär bestraffning.

## Sverige
Som militär bestraffning avskaffades gatlopp i Sverige genom kunglig befallning den 26 november 1812. I Sverige nyttjades gatlopp före 1734 även som straff för brott mot allmänna lagen. I 1734 års lag uteslöts denna straffart vid den granskning som förslaget undergick på riksdagen. Likväl bibehölls straffet i några särskilda förordningar, till exempel i kunglig förordning 18 februari 1768, enligt vilken gatlopp ådömdes den, som förledde bruks- och smedsarbetare att övergiva riket.
När slottet Tre Kronor brann ner 1697 straffades de ansvariga för brandvakten med gatlopp. Brandvaktmästare Sven Lindberg dog i sviterna efter gatloppet.

## Kulturella referenser
Gatlopp förekommer i Stanley Kubricks film Barry Lyndon, där huvudpersonen Redmond Barry får springa gatlopp som straff för att han deserterat från den brittiska armén.
Det förekommer även i Voltaires bok Candide, där huvudpersonen Candide tvingas välja mellan att springa gatlopp trettiosex gånger eller bli skjuten i pannan tolv gånger, och då väljer att springa gatlopp.